# 魏集盾殼蟲
魏集盾殼蟲（學名：Weijiaspis），為在中國發現的一屬三葉蟲，被分類至褶頰蟲科。

## 種
- 長形魏集盾殼蟲 W. elongata

發現於安徽省淮南市的老鹰山组，中寒武紀地層。
- 毛庄魏集盾殼蟲 W. maozhuangensis

發現於山東省長清區張夏鎮的毛庄组。
- 凸邊魏集盾殼蟲 W. reflexa

發現於江蘇省銅山區的大南庄，上寒武紀地層。
- 吳上魏集盾殼蟲 W. wushangensis

發現於江蘇省銅山區，下寒武紀地層。